# Hardcore melòdic
El hardcore melòdic es considera un subgènere del punk i del hardcore. Es basa en ritmes ràpids de rock i guitarres fortes interpretades amb registres directament heretats del punk, però amb melodies més harmòniques i elaborades com a mínim en la veu.

## Història
El hardcore melòdic va sorgir als anys 80 a l'escena punk de Los Angeles, on bandes com Descendents o Bad Religion van començar a deixar de banda les veus desgarrades pròpies del hardcore i a incorporar melodies més elaborades a les seues composicions. Tot i això, les bases del gènere no quedarien assentades fins al llançament del disc Suffer, de Bad Religion, fet pel qual sovint es considera aquesta banda la veritable iniciadora de l'estil. Més tard, la marca Epitaph Records, propietat de Brett Gurewitz, guitarrista de Bad Religion, va ser l'encarregada d'expandir i promocionar el gènere, amb la distribució dels discs de bandes com The Offspring, Pennywise, Ten Foot Pole o Down by Law. També hi va haver altres segells independents que es van enfocar al hardcore melòdic, com Fat Wreck Chords, la discogràfica de Fat Mike, el baixista de NOFX.
La popularitat, però, no va arribar fins a 1994, amb el llançament del disc Smash, de The Offspring, amb el qual la banda no només va passar a liderar les vendes dels grups de hardcore melòdic, sinó que a més va atraure el gènere a un col·lectiu molt més ample. Tot i això, l'èxit del pop punk va evitar que es convertís en el subgènere més conegut del punk.
Hui dia, la banda amb major pes és Rise Against, que va aconseguir la fama amb discs tan venuts com Appeal to Reason. No obstant això, actualment molts dels grups de hardcore melòdic han deixat de banda el gènere en alguns dels seus temes i han experimentat amb altres estils, principalment el punk rock. Així, NOFX són emmarcats en moltes ocasions dins del skate punk, Rise Against dins del rock alternatiu, i Offspring, la que probablement és la banda més representativa del gènere, dins del punk rock.

## Bandes representatives
- Bad Religion
- Pennywise
- The Offspring
- Millencolin
- Pulley
- No Use for a Name
- Rise Against
- NOFX
- Strung Out
- Strike Anywhere
- Satanic Surfers